# Miori Takimoto
Miori Takimoto (瀧本美織, Takimoto Miori, née le 16 octobre 1991 au Japon) est une actrice, qui débute en 2003 comme idole japonaise membre du groupe de J-pop SweetS. Elle commence une carrière d'actrice après la séparation de groupe en 2006, apparaissant d'abord dans des publicités et clips vidéos, puis dans des films à partir de 2010.

## Filmographie sélective

### Films
- 2010 : Higanjima
- 2010 : Shokudō katatsumuri
- 2011 : Ikemen desu ne
- 2013 : Sadako 3D 2 (貞子3D2?) de Tsutomu Hanabusa (en) : Fūko Andō

### Séries TV
- 2010 : Teppan (NHK)
- 2011 : Ikemen desu ne (TBS)
- 2012 : GTO (Fuji TV, 2012)
- 2012 : Hungry! (Fuji TV)
- 2012 : Mikeneko Holmes no Suiri (NTV)  (ep2)
- 2012 : Perfect Blue (TBS, 2012)
- 2013 : Tsuma wa, Kunoichi (NHK)
- 2013 : Umi no Ue no Shinryojo (Fuji TV) rôle : Fujii Michiru (ep4)
- 2014 : Dr. DMAT (TBS)
- 2019 : You are my destiny (Fuji TV)

## Doublage
- 2013 : Le vent se lève (風立ちぬ, Kaze Tachinu?) de Hayao Miyazaki : Naoko Satomi (voix)